# 彭炽权
彭熾權（1947年9月—），廣東廣州人，粵劇演員及電視演員，專攻文武生，早年師承紅線女、羅品超等粵劇名家，曾於佛山青年粵劇團、廣東粵劇院演出，憑深厚功底被譽為「千面老倌」。2008年起在電視劇《七十二家房客》中飾演「太子炳」一角而為大眾熟知，並持續活躍於舞台、影視，致力推廣粵劇藝術。

## 經歷
彭熾權1947年9月出生於廣州市番禺區，12歲考入廣東粵劇學校，接受粵劇科班訓練，學習唱功、身段、武打等表演技巧，師從紅線女、羅品超、文覺非、新馬師曾等粵劇演員。畢業後，他被分配至佛山青年粵劇團，之後轉入廣東粵劇院，擔任文武生，演出《趙子龍保主過江》、《光緒皇夜祭珍妃》、《胡不歸》等多部粵劇作品。
1980年代，彭熾權代表廣東粵劇院參加全國及地區性粵劇比賽，曾獲得中青年粵劇演員比賽「百花獎」等獎項。1990年代，他開始擔任佛山青年粵劇團團長，參與劇團管理與演出安排，並參加粵劇藝術節等活動，推動劇團赴港澳地區及海外演出。
2008年，彭熾權參演廣東電視臺情景喜劇《七十二家房客》，飾演「太子炳」一角，該劇在粵語地區播出後反響良好，使他獲得更廣泛的知名度。此後，他持續兼顧粵劇舞台與電視劇拍攝，參與不同藝術團體的粵劇專場及文化交流演出，並多次受邀於大型晚會和節目中表演粵劇折子戲。近年，他仍活躍於粵劇界，參加舞台演出及文化推廣活動。
彭熾權的妻子是林佩珍，出生於1945年，亦為粵劇演員，為廣東粵劇學校首屆花旦畢業生，比彭熾權大兩歲。兩人於粵劇團時期相識並結婚，婚後一同演出多部粵劇作品，例如《紫鳳樓》、《胡不歸》、《拉郎配之搶笛》等。育有一女彭琳，出生於1973年。彭琳曾於1989年參加「全國中學生歌唱大賽」並獲獎，後來成為電視歌手，1994年獲得「亞洲先鋒盃歌唱大賽」廣州、中國及亞洲賽區女子組第一。之後移居新加坡並成立音樂機構。

## 外部連結
1. 1 2  . www.sohu.com.   [2025-07-05].
2. 1 2  . yule.sohu.com.   [2025-07-05].
3. ↑  . news.cctv.com.   [2025-07-05].
4. ↑  . www.fsonline.com.cn.   [2025-07-05].
5. ↑  . www.sohu.com.   [2025-07-05].
6. 1 2  . www.sohu.com.   [2025-07-05].
7. ↑  . apps.tdm.com.mo.   [2025-07-05] （中文（澳門））.
8. ↑  . www.sohu.com.   [2025-07-05].